# Yvonne Woelke

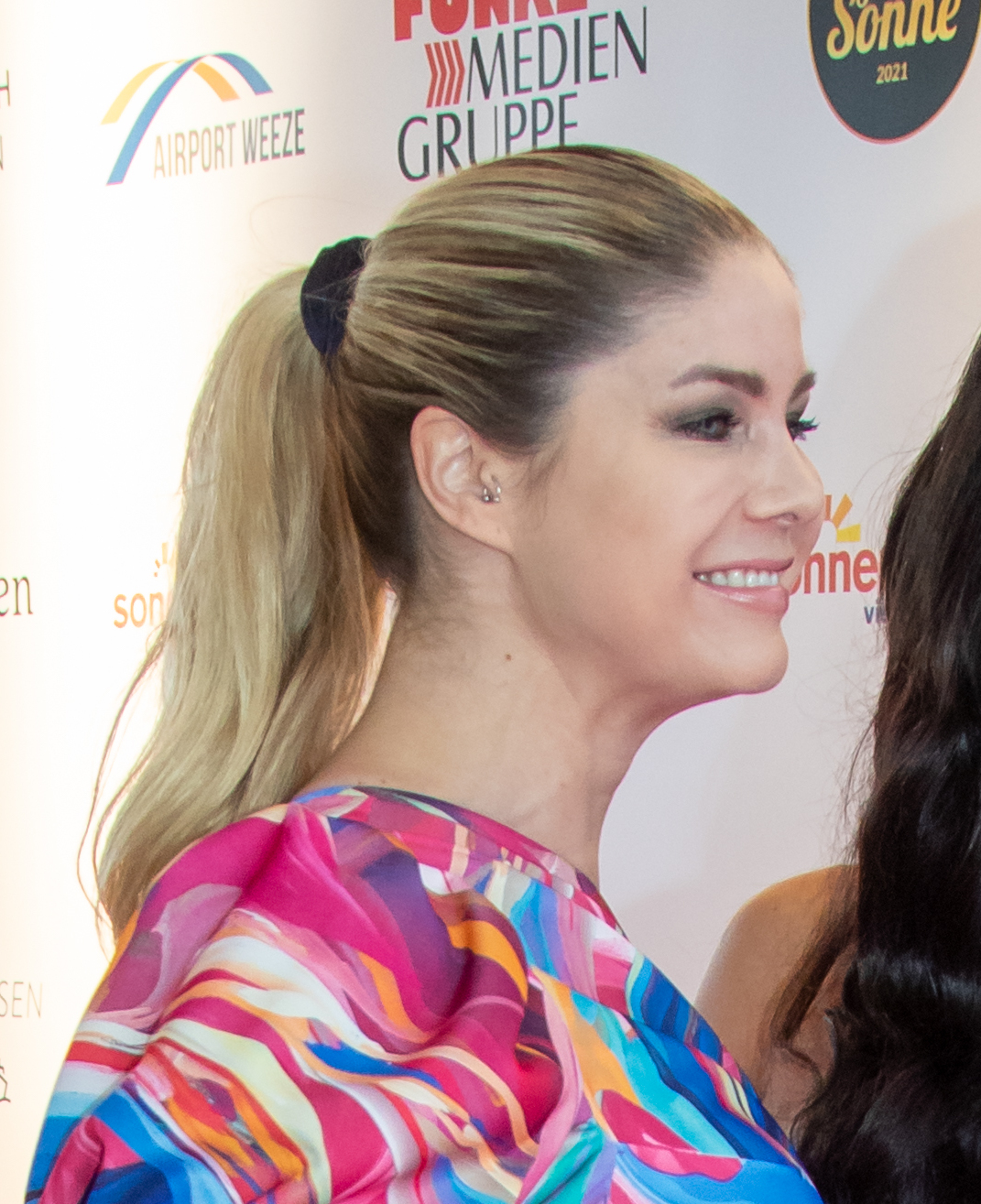
Yvonne Woelke (2021)

Yvonne Woelke (geb. 18. November 1979 in Ost-Berlin) ist eine deutsche Schauspielerin, Moderatorin, Reality-TV-Darstellerin und ein Model.

## Leben und Karriere
Als Teenager flüchtete Woelke mit ihrer Familie – sie hat eine Schwester – aus der DDR. Sie lebten zunächst in einem Flüchtlingsheim. Woelke spielte bereits im Schultheater. Im September 1998 gewann sie eine der konkurrierenden Miss-Germany-Wahlen – veranstaltet von Rolf Eden, mit dem sie freundschaftlich verbunden blieb, in seiner Diskothek. Nach absolviertem Abitur machte sie einen einjährigen Lehrgang zur Werbedesignerin, ehe sie von 1999 bis 2003 berufsbegleitend ein Studium für Schauspiel und Gesang an der REDUTA Berlin aufnahm.
2003 erhielt Woelke die erste Hauptrolle als June im Thriller Bad End. In ihrer zweiten Hauptrolle verkörperte sie Monique in der Direct-To-DVD-Produktion La Petite Mort 2: Nasty Tapes (2014). Neben Werbeauftritten hatte sie Nebenrollen in Fernsehserien wie Die Rettungsflieger, Pastewka, Schmetterlinge im Bauch, Verbotene Liebe und Unter uns. Im Kurzfilm Der Bewerber – einem  Wettbewerbsbeitrag für den 99Fire-Films-Award – mimte sie die Nebenrolle der Chefin.
2003 trat Woelke während der Gamescom erstmals als Moderatorin in Erscheinung.
Im Theater spielte Woelke unter der Regie von Peter Mussbach von 2004 bis 2005 in der Inszenierung Takemitsu – my way of life in Berlin, Paris und Tokio.  2008 spielte  in der Staatsoper in Don Giovanni.
Neben ihren Schauspielengagements produziert Woelke seit 2008 auch Musik. Seit 2009 ist sie staatlich geprüfte Diplom-Marketing- und Kommunikationswirtin.
2023 nahm Woelke an der ersten Staffel der Renovierungsshow Wettkampf in 4 Wänden – in der sie mit ihrem Teampartner Peter Klein den zweiten Platz erreichte – teil sowie an der zweiten Staffel von Das große Promi-Büßen, wo sie mit sechs anderen Personen das Finale erreichte.
Zeitweise wurde für Woelke das Geburtsjahr 1981 angenommen, Anfang 2024 nannte sie den 18. November 1979 als Geburtstag. 2017 heiratete Woelke den Hamburger Unternehmer Stephan K. Seit Mai 2024 ist sie in einer Beziehung mit Peter Klein. Im selben Jahr gewann das Paar gemeinsam die zweite Staffel von Forsthaus Rampensau Germany.
Sie lebt in Berlin und Hamburg.

## Filmografie (Auswahl)
- 2000: Sex oder Liebe (Fernsehfilm)[17][18]
- 2002: Der Teufel, der sich Gott nannte
- 2003: Bad End
- 2006: Schmetterlinge im Bauch (Fernsehserie, 4 Folgen)
- 2006: Mein Vater (Kurzfilm)[19]
- 2006: Pastewka (Fernsehserie, eine Folge)
- 2007: Die Rettungsflieger (Fernsehserie, eine Folge)
- 2008: Verbotene Liebe (Fernsehserie, 3 Folgen)
- 2008: Bernd das Brot (Fernsehserie, eine Folge)
- 2014: La Petite Mort 2: Nasty Tapes
- 2015: Unter uns (Fernsehserie, eine Folge)
- 2019: Der Bewerber (Kurzfilm, Wettbewerbsbeitrag für den 99Fire-Films-Award)[10]

## TV-Formate
- 2023: Das große Promi-Büßen (ProSieben)
- 2024: Über Geld spricht man doch (Sat.1)
- 2024: Forsthaus Rampensau Germany (Joyn)
- 2025: Promis unter Palmen – Für Geld mache ich alles! (Sat.1)

## Bühnenengagements
- 2007–2009: Don Giovanni (Regie: Peter Mussbach, ungenannte Nebenrolle)[11]
- 2004–2005: Takemitsu – my way of life (Regie: Peter Mussbach und K. Nagano, ungenannte Nebenrolle)[11]